# Dinosaurier-Museum Phu Wiang

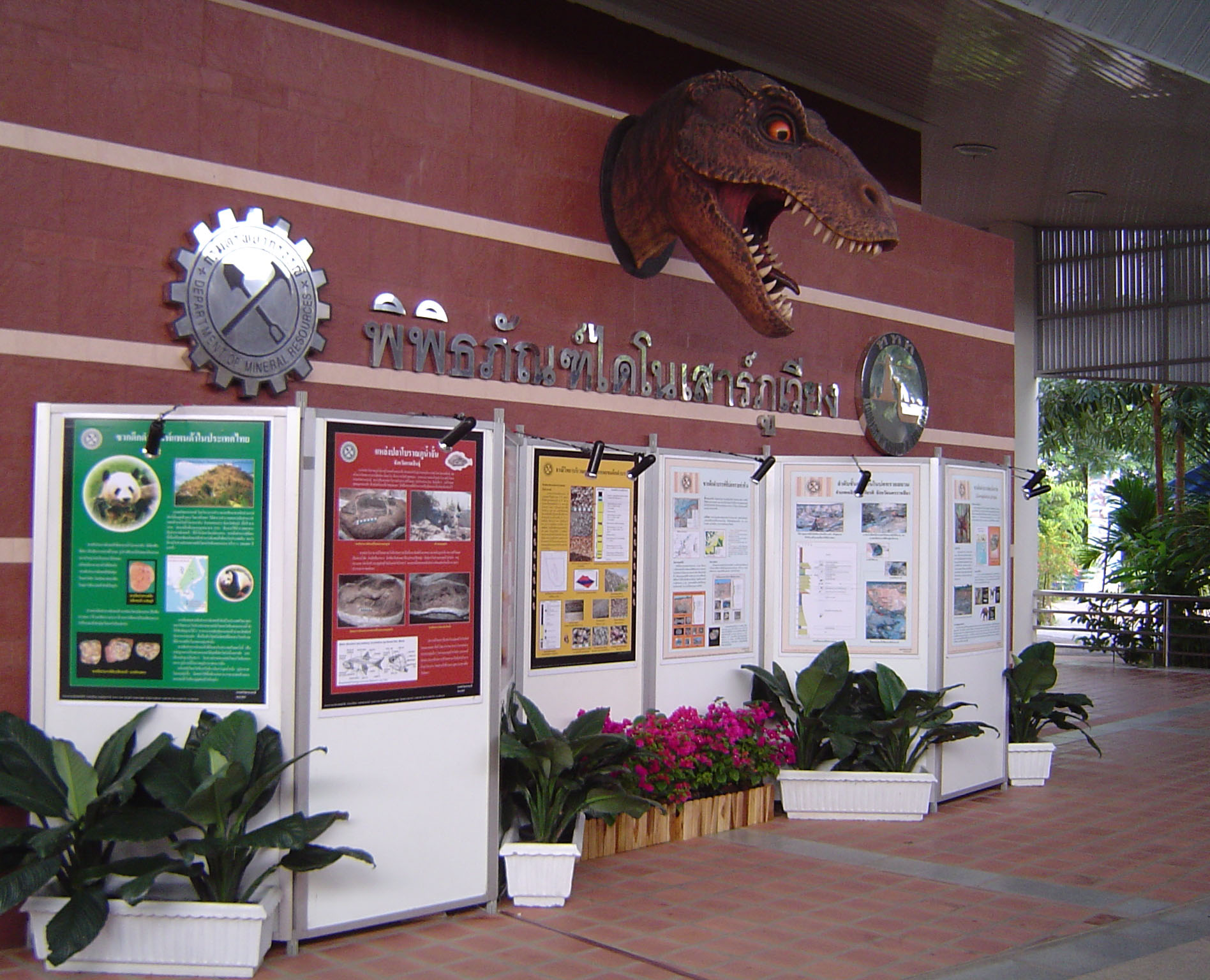
Eingang zum Dinosaurier-Museum Phu Wiang

Das Dinosaurier-Museum Phu Wiang (Thai พิพิธภัณฑ์ไดโนเสาร์ภูเวียง) ist ein geologisches Museum in Thailand, das hauptsächlich Fossilien ausstellt. Es wird verwaltet von der Abteilung für Mineralvorkommen im Ministerium für Naturschätze und Umwelt (Department of Mineral Resources, Ministry of Natural Resources and Environment).

## Lage

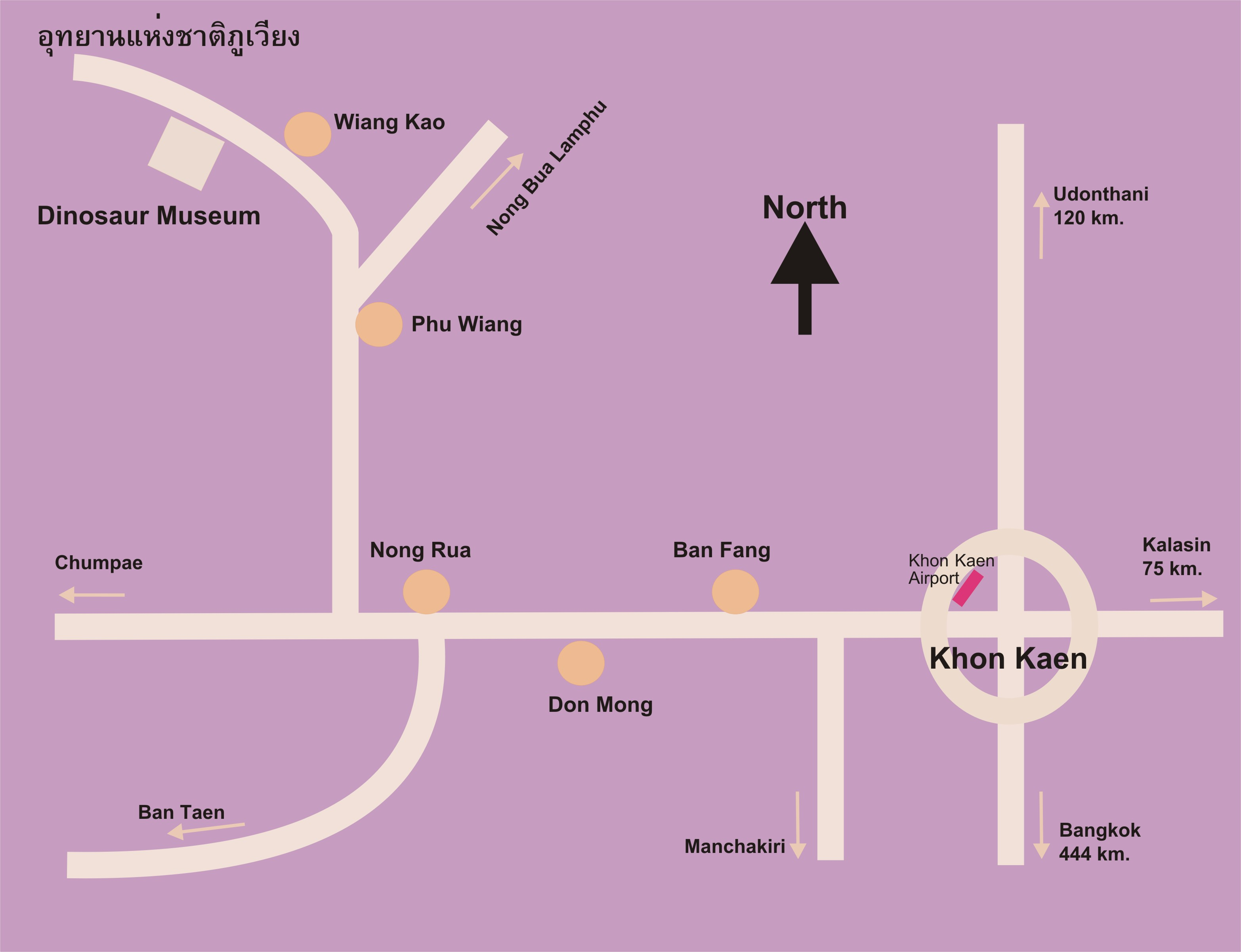
Lage des Dinosaurier-Museums Phu Wiang

Das Dinosaurier-Museum Phu Wiang liegt im Amphoe Wiang Kao, Provinz Khon Kaen in der Nordostregion von Thailand, dem so genannten Isan. Es etwa 87 km westlich der Provinzhauptstadt. Das Gelände hat eine Fläche von rund 16 ha.

## Ausstellung
Das Museumsgebäude liegt innerhalb einer ausgedehnten Gartenanlage in der Skulpturen verschiedener Dinosaurier präsentiert werden. Im Museum selbst beginnt die Ausstellung mit einem kurzen Überblick zur Erdgeschichte, beginnend mit der Entstehung des Sonnensystems bis zum Erscheinen des Menschen. Der Schwerpunkt liegt jedoch in der Präsentation thailändischer Dinosaurier-Funde, insbesondere aus der Region Phu Wiang.
Im nahe gelegenen Nationalpark selbst sind mehrere Ausgrabungsstellen für Besucher zugänglich. Die Fundstellen wurden mit kleinen Gebäuden überdacht und zeigen die Fossilien oder originalgetreue Nachbildungen im ursprünglichen Fundzusammenhang.
Das Museum hat täglich außer montags von 9 Uhr bis 17 Uhr geöffnet.

## Geschichte

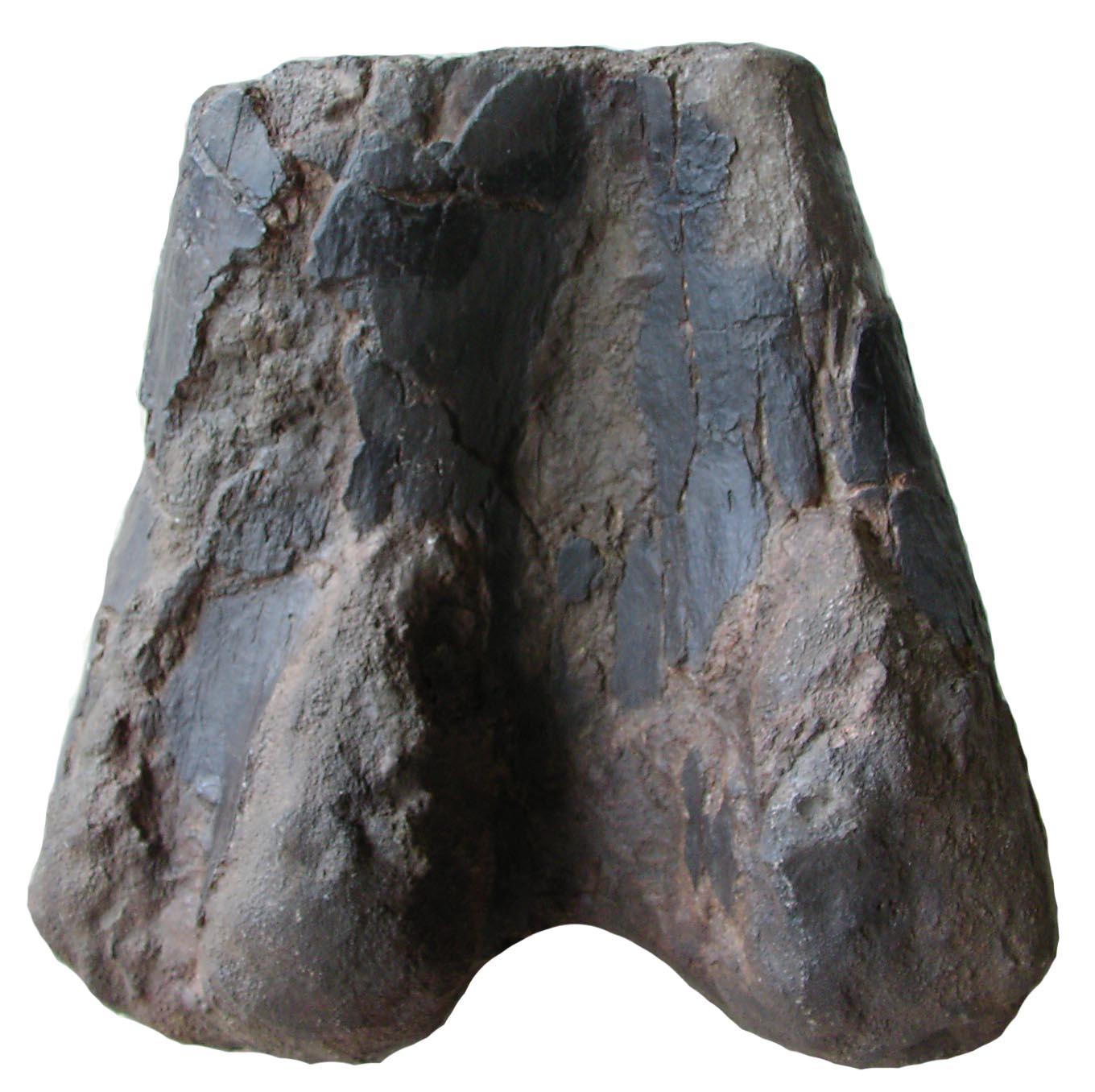
Erster Fund eines Dinosauriers in Thailand

Im Jahr 1976 erfolgte der erste Dinosaurier-Fund auf thailändischem Boden in der Gegend von Phu Wiang. 1976 entdeckte der Geologe Sutham Yaemniyom im Rahmen einer Prospektionskampagne auf Uranerz einen fossilen Knochen, der später als Teil eines Oberschenkels eines Sauropoden identifiziert wurde. Ab den frühen 1980er-Jahren wurde das Gebiet durch ein Thailändisch-Französisches Forschungsteam unter Beteiligung von Éric Buffetaut und Varavudh Suteethorn genauer untersucht. Die Grabungen ergaben zahlreiche weitere Funde von Knochen, Zähne und Spuren von Sauriern aus der Zeit vor etwa 130 Millionen Jahren. Das Fundgebiet wurde im Dezember 1991 als Teil des Nationalparks Phu Wiang unter Schutz gestellt. Das Dinosaurier-Museum Phu Wiang wurde in den Jahren 1999–2000 vom Department of Mineral Resources in Kooperation mit der thailändischen Tourismusbehörde und der Provinzregierung Khon Kaen etwa 3 km abseits des eigentlichen Parkgeländes errichtet. Das Museum wurde 2001 eröffnet.

## Dinosaurierarten
- Phuwiangosaurus sirindhornae
- Siamosaurus suteethorni
- Siamotyrannus isanensis
- Kinnareemimus khonkaenensis
- Compsognathus
- Phu Wiang dinosaur footprints